# استان اوئاکایبامبا
استان اوئاکایبامبا (به اسپانیایی: Provincia de Huacaybamba) یک استان در پرو است که در منطقه اوئانوکو واقع شده‌است. استان اوئاکایبامبا ۱٬۷۴۳٫۷۰ کیلومتر مربع مساحت و ۱۹٬۸۷۶ نفر جمعیت دارد.